# سینا خادم‌پور
سینا خادم‌پور (زادهٔ ۲۰ دی ۱۳۷۵) بازیکن فوتبال اهل ایران است که در پست هافبک دفاعی برای باشگاه فوتبال ملوان بندر انزلی در لیگ برتر خلیج فارس بازی می‌کند.
وی به همراه باشگاه فوتبال استقلال تهران سابقه قهرمانی و نایب‌قهرمانی در جام حذفی و سابقه قهرمانی لیگ آزادگان را همراه با باشگاه فوتبال خیبر خرم‌آباد در کارنامه خود دارد. وی از مهره‌های کلیدی باشگاه خیبر خرم‌آباد به‌شمار می‌رود و در بین هواداران خیبر، از محبوبیت بالایی برخوردار است.

## افتخارات
استقلال تهران
جام حذفی فوتبال ایران: ۲۰۱۷–۲۰۱۸
- لیگ برتر خلیج فارس: ۲۰۱۹–۲۰۲۰ نایب قهرمان

### نفت تهران
- جام حذفی فوتبال ایران: ۲۰۱۶–۲۰۱۷

### گل گهر
لیگ آزادگان: ۲۰۱۸–۲۰۱۹

## دوران حرفه‌ای باشگاهی

### نفت تهران
او در سال ۱۳۹۵ به نفت تهران پیوست و در این تیم قهرمان جام حذفی شد.

### استقلال
او بعد از درخشش در جام جهانی زیر ۲۱ سال به استقلال پیوست.

### گل‌گهر
او در پنجره نقل و انتقالات زمستانی ۱۳۹۷_۱۳۹۸ به صورت قرضی به باشگاه فوتبال گل گهر سیرجان پیوست و با این تیم قهرمان لیگ آزادگان شد و همراه با این تیم به لیگ برتر صعود کرد.

### استقلال
خادم‌پور در بعد از اتمام قرارداد قرضی‌اش با گل‌گهر در فصل۱۳۹۸_۱۳۹۹ دوباره و با تأیید استراماچونی به استقلال بازگشت و در چند بازی در زمان فرهاد مجیدی برای استقلال به صورت تعویضی به میدان رفت.

## آمار باشگاهی
تا تاریخ ۱۲ تیر ۱۴۰۱
| عملکرد                | عملکرد                | عملکرد                | لیگ      | لیگ      | جام      | جام      | قاره‌ای | قاره‌ای | مجموع | مجموع |
| فصل                   | باشگاه                | لیگ                   | بازی     | گل       | بازی     | گل       | بازی   | گل     | بازی  | گل    |
| ایران                 | ایران                 | ایران                 | لیگ برتر | لیگ برتر | جام حذفی | جام حذفی | آسیا   | آسیا   | مجموع | مجموع |
| --------------------- | --------------------- | --------------------- | -------- | -------- | -------- | -------- | ------ | ------ | ----- | ----- |
| ۲۰۱۶–۲۰۱۷             | نفت تهران             | لیگ برتر              | ۷        | ۰        | ۰        | ۰        | _      | _      | ۷     | ۰     |
| ۲۰۱۷–۲۰۱۸             | نفت تهران             | لیگ برتر              | ۱۳       | ۰        | ۱        | ۰        | _      | _      | ۱۴    | ۰     |
| مجموع نفت تهران       | مجموع نفت تهران       | مجموع نفت تهران       | ۲۰       | ۰        | ۱        | ۰        | _      | _      | ۲۱    | ۰     |
| ۲۰۱۹                  | گل گهر                | لیگ آزادگان           | ۱۰       | ۰        | ۰        | ۰        | _      | _      | ۱۰    | ۰     |
| مجموع گل گهر          | مجموع گل گهر          | مجموع گل گهر          | ۱۰       | ۰        | ۰        | ۰        | _      | _      | ۱۰    | ۰     |
| ۲۰۱۹–۲۰۲۰             | استقلال               | لیگ برتر              | ۵        | ۰        | ۱        | ۰        | _      | _      | ۶     | ۰     |
| ۲۰۲۰–۲۰۲۱             | استقلال               | لیگ برتر              | ۲        | ۰        | ۰        | ۰        | ۰      | ۰      | ۲     | ۰     |
| مجموع استقلال         | مجموع استقلال         | مجموع استقلال         | ۷        | ۰        | ۱        | ۰        | ۰      | ۰      | ۸     | ۰     |
| ۲۰۲۱–۲۰۲۲             | نفت مسجدسلیمان        | لیگ برتر              | ۱۷       | ۰        | ۱        | ۰        | _      | _      | ۱۸    | ۰     |
| مجموع نفت مسجد سلیمان | مجموع نفت مسجد سلیمان | مجموع نفت مسجد سلیمان | ۱۷       | ۰        | ۱        | ۰        | _      | _      | ۱۸    | ۰     |
| مجموع آمار            | مجموع آمار            | مجموع آمار            | ۵۴       | ۰        | ۳        | ۰        | ۰      | ۰      | ۵۷    | ۰     |

- آمار پاس گل

| فصل       | تیم     | پاس گل |
| --------- | ------- | ------ |
| ۲۰۲۰–۲۰۲۱ | استقلال | ۰      |